# Shiba
De shiba (柴犬, Shiba Inu of Shiba Ken; Japans voor sprokkelhout hond) is een Japans hondenras. Hij lijkt qua uiterlijk enigszins op de Akita. Het is een intelligente en onafhankelijke hond die niet altijd makkelijk is in de opvoeding. Met mensen en dieren uit zijn eigen roedel gaat hij meestal met respect om. Met kinderen en kleine huisdieren is het vaak zaak de hond zeer goed op te voeden om nare situaties te voorkomen. Omdat de shiba zo intelligent is, schrikt hij niet snel terug van vervelende situaties en zal hij eerder voor de aanval dan voor de vlucht kiezen.
De shiba is een rashond afkomstig uit Japan, valt onder de kleine rassen (schofthoogte reu 40 cm, teef 37 cm, met een tolerantie van 1,5 cm) en behoort tot de keesachtigen en oertypen (voorheen kees- en poolhonden). Het gewicht is 10 - 15 kg. Uit recent DNA-onderzoek blijkt dat dit ras teruggaat tot de 3e eeuw v.Chr. De shiba heeft een brede schedel, dikke wangen, kleine ogen die een beetje schuin staan en donker van kleur zijn, en rechtopstaande, driehoekige oren.
De shiba maakt een statige indruk, beschikt over veel zelfvertrouwen en straalt dat ook uit. Door zijn nieuwsgierigheid ontgaat hem niets. Hij is trouw (maar lijkt af en toe onafhankelijk), vriendelijk, waaks, blaft niet overdreven veel, maar slaat aan wanneer het nodig is. De shiba is zeker geschikt als huishond. Van nature is het een jachthond op klein wild, vooral vogels worden rechtstandig omhoogspringend uit de lucht geplukt.
De shiba behoort tot de zes inheemse Japanse spitsrassen. De shiba is de kleinste ervan. In de opvoeding dient men consequent te zijn. Dit is omdat angst en teruggetrokken gedrag soms genetisch worden bepaald bij een shiba. Vandaar is een goede socialisatie onontbeerlijk.
De shiba heeft het karakter van een leider, is goed in actieve bezigheden en kan ook goed springen en behendigheidsoefeningen doen.
Het is van nature een rustige hond en zal niet snel iets kapotmaken in huis. De shiba kan goed alleen zijn, maar heeft wel beweging en aandacht nodig. Met mensen heeft deze hond vaak losse banden. Maar als de shiba iemand als zijn baasje heeft erkend, dan zal hij er ook naar luisteren.
Hij kan, mits hij goed gesocialiseerd is, goed met andere honden overweg, maar zal wel soms de baas willen zijn. 

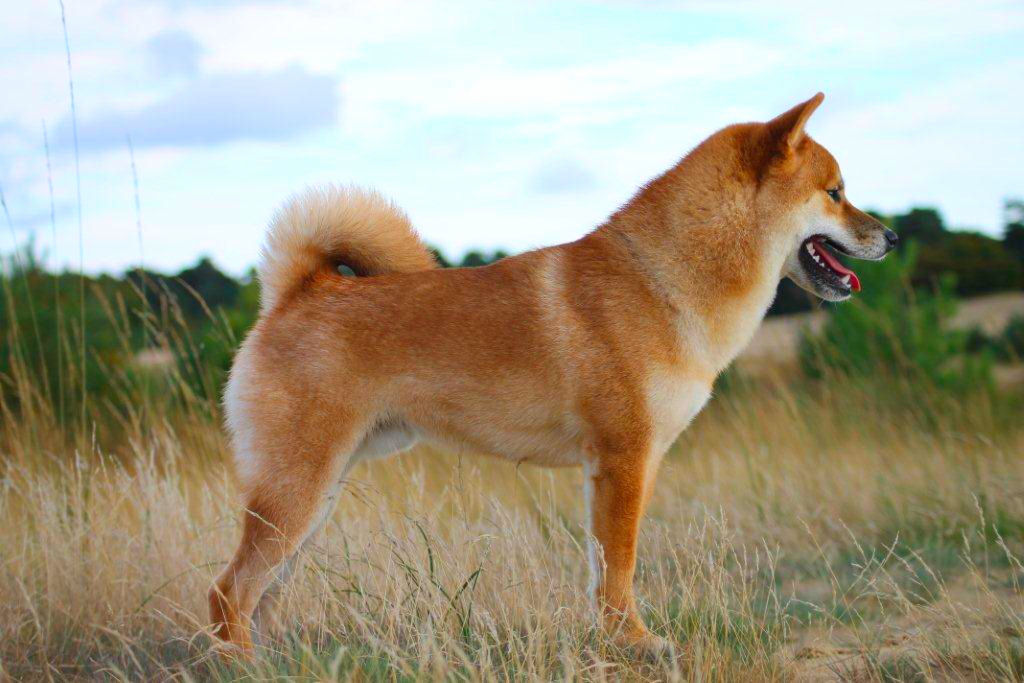
Hachiko Astra Aphrodyte

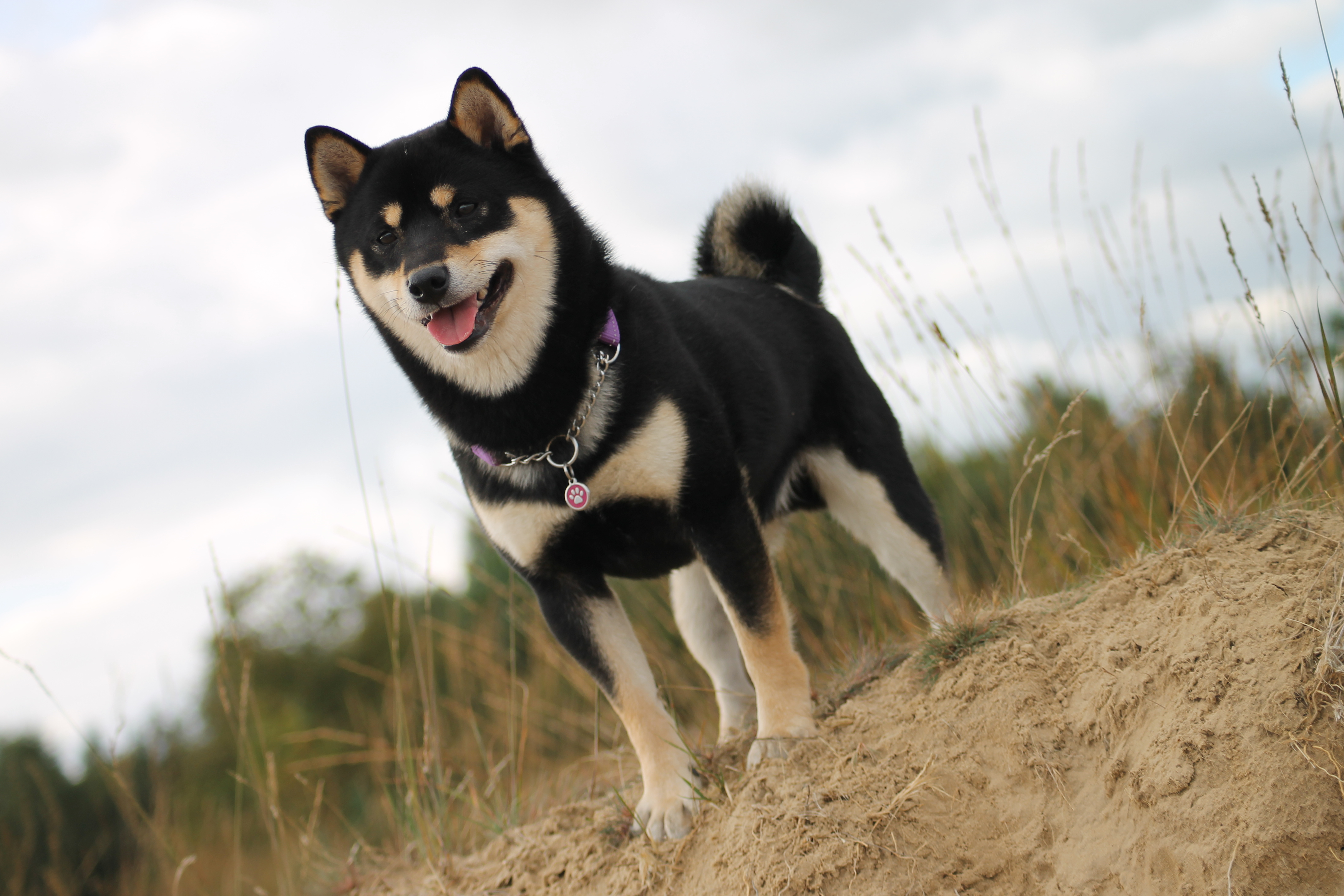
Zwarte shiba

## Algemene verschijning
- Kleur: rood, black & tan, sesam (mix van rode en zwarte haren), wit (cream).

- Staart: hoog aangezet, krachtig, gekruld of sikkelvormig gedragen.
- Ogen: driehoekig.
- Gebit: scharend.
- Oren: rechtopstaand, driehoekig.
- Fouten: vrouwelijk lijkende reu, mannelijk lijkende teef, hangende oren en te korte of hangende staart.